# FR-4
FR-4 betekent "Flame Retardant 4" oftewel vlamvertragend factor 4. Deze term wordt meestal gebruikt om een bepaald type materiaal aan te duiden dat gebruikt wordt als basis voor het maken van printplaten. Dit epoxyachtige materiaal betreft dus alleen de (isolerende) kern van de printplaat en niet de geleidersporen die er later op aangebracht worden.
FR-4 (ook bekend als FR4) is een NEMA-classificatie (National Electrical Manufacturers Association, USA) voor glasvezelversterkt epoxy laminaatmateriaal. FR-4 is een composietmateriaal dat bestaat uit geweven glasvezeldoek met een epoxyharsbindmiddel dat vlamvertragend (zelfdovend) is. "FR" staat voor "vlamvertragend" en betekent niet dat het materiaal voldoet aan de norm UL94V-0, tenzij er tests worden uitgevoerd volgens UL 94, verticale vlamtesten in sectie 8 in een conform laboratorium. De aanduiding FR-4 werd in 1968 door NEMA gecreëerd.
FR-4 glasepoxy is een populaire en veelzijdige hogedruk thermohardende kunststof laminaatkwaliteit met een goede sterkte-gewichtsverhouding. Met een waterabsorptie van bijna nul wordt FR-4 het meest gebruikt als elektrische isolator met een aanzienlijke mechanische sterkte. Het materiaal staat erom bekend zijn hoge mechanische waarden en elektrische isolatiekwaliteiten te behouden in zowel droge als vochtige omstandigheden. Deze eigenschappen, samen met goede fabricage-eigenschappen, maken deze kwaliteit bruikbaar voor een breed scala aan elektrische en mechanische toepassingen.
De klasseaanduidingen voor glas-epoxy laminaten zijn: G-10, G-11, FR-4, FR-5 en FR-6. Van deze is FR-4 de klasse die tegenwoordig het meest wordt gebruikt. G-10, de voorganger van FR-4, mist de zelfdovende ontvlambaarheidseigenschappen van FR-4. Daarom heeft FR-4 de G-10 in de meeste toepassingen vervangen.
FR-4 epoxyharssystemen gebruiken doorgaans broom, een halogeen, om vlamwerende eigenschappen in FR-4 glas-epoxy laminaten te bevorderen. Sommige toepassingen waarbij thermische vernietiging van het materiaal een gewenste eigenschap is, gebruiken nog steeds G-10 niet-vlamwerend.
Oudere types zoals "FR-2" (in principe geperst karton bekend onder de naam pertinax) zijn nagenoeg uit gebruik geraakt, door veiligheidsnormen zoals de "UL listing" (V.S.), "GS" (Europa) of "PSE" (Azië). FR-4 kan beter tegen vocht, en brandt trager dan zijn voorgangers.
Nog robuuster zijn dikke-film of dunne-film technologie, waarbij de drager keramisch is.